# NGC 4096
NGC 4096 (również PGC 38361 lub UGC 7090) – galaktyka spiralna z poprzeczką (SBc), znajdująca się w gwiazdozbiorze Wielkiej Niedźwiedzicy. Odkrył ją William Herschel 9 marca 1788 roku.
W galaktyce tej zaobserwowano supernowe SN 1960H i SN 2014bi.